# Straight Records
Straight Records fue un sello discográfico fundado en 1969 para distribuir productos y descubrimientos del músico Frank Zappa y de su socio Herb Cohen. Straight fue fundado al mismo tiempo que Bizarre Records, una compañía asociada. Straight y Bizarre fueron distribuidos en los Estados Unidos por Warner Bros. Records y en el Reino Unido por CBS Records.

## Lista de artistas de Straight Records
- Captain Beefheart
- Alice Cooper
- Tim Buckley
- Jeff Simmons
- Lord Buckley
- Judy Henske y Jerry Yester
- The GTOs (Girls Together Outrageously)
- Tim Dawe
- Mayf Nutter
- The Persuasions
- Rosebud